# اسميل ديمونتاغناك
اسميل ديمونتاغناك (بالإنجليزية: Ishmel Demontagnac)‏ (15 يونيو 1988 بلندن في المملكة المتحدة - ) هو لاعب كرة قدم بريطاني في مركز الوسط. شارك مع منتخب إنجلترا تحت 18 سنة لكرة القدم ومنتخب إنجلترا تحت 19 سنة لكرة القدم. أما مع النوادي، فقد لعب مع ستوكبورت كونتي ونادي بلاكبول ونادي والسول ونوتس كاونتي وThurrock F.C. ‏ ونادي تشيسترفيلد ونادي نورثامبتون تاون.

## وصلات خارجية
- اسميل ديمونتاغناك على موقع قاعدة بيانات كرة القدم.إي يو (الإنجليزية)
- اسميل ديمونتاغناك على موقع Soccerbase.com (لاعب) (الإنجليزية)
- اسميل ديمونتاغناك على موقع عالم كرة القدم.نت (الإنجليزية)